# Euchrepomis
Euchrepomis es un género de aves paseriformes perteneciente a la familia Thamnophilidae que agrupa a cuatro especie nativas de la América tropical (Neotrópico). Estas especies anteriormente formaban parte del género Terenura, de donde fueron separadas recientemente, en 2012. A sus miembros se les conoce por el nombre popular de tiluchíes u hormigueritos.

## Distribución y hábitat
Las especies se distribuyen desde Costa Rica, hacia el sur por América Central y del Sur, hacia el este hasta las Guayanas y el noreste de la Amazonia brasileña, hacia el sur hasta la pendiente oriental de los Andes del sureste de Perú y noroeste de Bolivia y hasta el centro sur de la Amazonia en Brasil.
Habitan en el dosel de selvas húmedas de baja altitud y montanas bajas.

## Características
Las especies de este género son hormigueritos pequeños, miden entre 10 y 11 cm de longitud y pesan alrededor de 7 a 8 g. La rabadilla y parte posterior del dorso son de color rufo-anaranjado o amarillo brillantes que contrastan fuertemente con el resto de las partes superiores. Los machos tienen la corona negra. Difieren de todos los otros tamnofílidos en que los machos tienen las plumas cobertoras menores en la región de la articulación del ala de color amarillo o rufo-anaranjado brillante, contrastando fuertemente con el resto del ala. También difieren de todos los otros tamnofílidos por la combinación de colores brillantes de la rabadilla y bajo dorso, con corona y partes superiores sin estrías.
Tres de las cuatro especies son las únicas de la familia Thamnophilidae que tienen la parte de arriba y las márgenes de las remiges de color verdoso brillante; en E. spodioptila son grises, a pesar de que la subespecie E. spodioptila meridionalis presenta márgenes de las remiges de color oliva.
En términos comportamentales, sacuden o expanden las plumas coloridas del dorso, de forma visible, lo que parece hacer parte de una interacción agresiva o territorialista entre machos. Adicionalmente, ningún otro tamnofílido se restringe a forrajear únicamente en el dosel, en la periferia de las copas de los árboles; otros hormigueros pequeños, como los Myrmotherula, Herpsilochmus o los verdaderos Terenura, también forrajean regularmente en el dosel, pero también bajan al sub-dosel, lo que es raro en las especies del presente género.

## Lista de especies
Según las clasificaciones del Congreso Ornitológico Internacional (IOC) y Clements Checklist/eBird v.2019, el género agrupa a las siguientes especies con el respectivo nombre popular de acuerdo con la Sociedad Española de Ornitología (SEO):
| Imagen | Nombre científico       | Autor                         | Nombre común          | EC (*) |
| ------ | ----------------------- | ----------------------------- | --------------------- | ------ |
|        | Euchrepomis callinota   | (P.L. Sclater, 1855)          | tiluchí lomirrufo     | LC     |
|        | Euchrepomis humeralis   | (P.L. Sclater & Salvin, 1880) | tiluchí hombrocastaño | LC     |
|        | Euchrepomis sharpei     | (Berlepsch, 1901)             | tiluchí lomigualdo    | EN     |
|        | Euchrepomis spodioptila | (P.L. Sclater & Salvin, 1881) | tiluchí piojito       | LC     |

(*) Estado de conservación

## Taxonomía
Los trabajos de Brumfield et al. (2007) y Moyle et al. (2009) ya indicaban que el género Terenura estaba hermanado con todo el resto de la familia Thamnophilidae, o sea, era basal a la familia. Los estudios de filogenia molecular de Bravo et al. (2012) comprobaron que Terenura era polifilético y que las cuatro especies andino-amazónicas no estaban ni cercanamente emparentadas con la especie tipo del género, Terenura maculata. Más allá, demostraron que estas cuatro especies no estaban particularmente relacionadas con ningún otro tamnofílido y que representaban un clado hermanado con todos los otros miembros de la familia.
Como no había ningún otro nombre de género disponible para este linaje previamente no detectado dentro de la familia, los autores describieron el género Euchrepomis para albergar las cuatro especies y la subfamilia Euchrepomidinae exclusiva para el presente género. El relevante cambio taxonómico fue aprobado en la Propuesta N° 557 al South American Classification Committee (SACC).

### Etimología
El nombre genérico femenino Euchrepomis deriva del griego euchrôs (de colores brillantes) y epômis (región de la espalda), en referencia al color amarillo o rufo-anaranjado brillante de las plumas cobertoras secundarias menores de los machos, una característica única dentro de la familia Thamnophilidae.